# Thierry Haumont
Pour les articles homonymes, voir Haumont.
Thierry Haumont né en 1949 à Auvelais est un écrivain wallon, à la fois romancier, poète et traducteur de nationalité belge. Il a obtenu le Prix Victor Rossel pour Le Conservateur des ombres en 1985.

## Parcours littéraire
Il a publié plusieurs ouvrages chez Gallimard dont Les petits prophètes du nord (1980), Les forêts tempérées (1982), Le conservateur des ombres (1984)  (prix Victor Rossel). Ce dernier a été réédité en 1998 dans la collection Espace Nord suivi d'une étude de l'œuvre de Thierry Haumont par Jean-Pierre Bertrand.
En 1994, il a traduit Chant d'amour et de mort du cornette Christophe Rilke de Rainer Maria Rilke, aux éditions Casterman, et il publie à Charleroi chez RA Petit traité de philosophie minimale.
Il figure parmi les signataires du Manifeste pour la culture wallonne de 1983.
Bibliothécaire à Charleroi  (Bibliothèque Arthur Rimbaud), l'écrivain collabore à la revue Toudi.

## Le Conservateur des ombres
« Ce dont les héros font l'apprentissage à travers leur destinée collective » écrit Jean-Pierre Bertrand « c'est de l'horreur et des ténèbres.» À travers un récit qui se déroule de 1931 à 1945 dans une petite ville d'Allemagne ils sont aspirés dans « un ordre cosmique qui fait de l'ombre non plus une métaphore de la menace mais l'accomplissement réel de la nuit.» 
Thierry Haumont met au centre de son intrigue un personnage rédigeant un Traité de l'ombre en Allemagne de 1931 à 1945 de sorte que « l'ombre devient (...) le personnage central du roman [dieu ou diable...] de ce que l'humanité a commis de plus innommable. »

## Prix et récompenses
Il a obtenu le Prix Victor Rossel pour Le Conservateur des ombres en 1985 et le prix de la Fondation M.Bologne-Lemaire en 1986.

## Ouvrages

### Poésie
- Ravanastron, Tournai, Art et Idées, 1967
- Petit traité de philosophie minimale, Charleroi, éditions RA, 1995

### Romans
- Les petits prophètes du nord, Paris, Gallimard, 1980
- Les Forêts tempérées, Paris, Gallimard, 1982
- Le Conservateurs des ombres, Paris, Gallimard, 1984, rééd. Bruxelles, Labor, 1998
- Les Peupliers, Paris, Gallimard/L'Arpenteur, 1991

### Traduction
- Rainer Maria Rilke, Chant d'amour et de mort du cornette Christophe Rilke, traduit de l'allemand, Tournai, Casterman, 1994